# School’s Out
School’s Out – studyjny album zespołu Alice Cooper z 1972 roku wydany przez Warner Bros. Records.

## Lista utworów
| 1. | „School’s Out”            | 3:30  |
|    |                           |       |
| 2. | „Luney Tune”              | 3:43  |
|    |                           |       |
| 3. | „Gutter Cat vs. The Jets” | 4:40  |
|    |                           |       |
| 4. | „Street Fight”            | 0:53  |
|    |                           |       |
| 5. | „Blue Turk”               | 5:33  |
|    |                           |       |
| 6. | „My Stars”                | 5:49  |
|    |                           |       |
| 7. | „Public Animal No.9”      | 3:54  |
|    |                           |       |
| 8. | „Alma Mater”              | 4:26  |
|    |                           |       |
| 9. | „Grande Finale”           | 4:25  |
|    |                           |       |
|    |                           | 36:53 |
|    |                           |       |

## Skład
- Alice Cooper – wokal
- Glen Buxton – gitara
- Michael Bruce – gitara rytmiczna, Keyboard
- Dennis Dunaway – bas
- Neal Smith – perkusja
- Dick Wagner – gitara w "My Stars"